# Doutor em Medicina
Doutor em Medicina (MD ou M.D.) do latim Medicinæ Doctor, ou seja, "Professor de Medicina", é o título de licenciatura para médicos (doutores médicos) outorgado pelas faculdades de medicina. O significado do grau varia entre diferentes países. Nos países que seguem o sistema estadunidense, o MD denota o primeiro grau profissional após concluir uma pós-graduação, concedido depois da formação inicial na faculdade de medicina. Em outros lugares, tais como os países que seguem a tradição do Reino Unido, Doutor em Medicina denota uma pesquisa de doutorado, pós-doutorado, doutor honorário ou clínico avançado que está disponível apenas para aqueles que tenham sido concedido uma primeira qualificação profissional em medicina. Nesses países, o primeiro grau profissional é intitulado de forma diferente, como Bacharel em Medicina, em países seguindo a tradição do Reino Unido.

## Estados Unidos e Canadá
Nestes países é um grau profissional (grau de qualificação académica), embora a formação comece após ter obtido pelo menos 90 horas de crédito de trabalho a nível universitário.

## Commonwealth
No Reino Unido, o grau M.D. é um grau de investigação académica que se assemelha a um bacharelado em outras áreas.